# Yvonne Meusburger
Yvonne Meusburger (født 3. oktober 1983 i Dornbirn, Østrig) er en kvindelig professionel tennisspiller fra Østrig. 

Yvonne Meusburger højeste rangering på WTA single rangliste var som nummer 60, hvilket hun opnåede 19. november 2007. I double er den bedste placering nummer 104, hvilket blev opnået 30. august 2010.